# Martin Schlag
Martin Schlag (* 1. August 1964 in New York City) ist ein österreichischer römisch-katholischer Sozialethiker.

## Leben
Er ist Doctor iuris der Universität Wien und Doctor theologiae an der Pontificia Università della Santa Croce. 1996 wurde er zum Priester der Personalprälatur Opus Dei geweiht. Von 2008 bis 2017 war er Professor für Sozialmoraltheologie an der Pontificia Università della Santa Croce. Seit ist er 2015 auch Professor für Wirtschaftsethik an der Universität Roma 2 Tor Vergata und seit 2016 an der IESE Business School in Barcelona. 2012 wurde er zum Berater des Päpstlichen Rates für Gerechtigkeit und Frieden ernannt. Seit 2017 ist er Professor für Katholisches Sozialdenken, Inhaber des Alan W. Moss Stiftungslehrstuhls für Katholisches Sozialdenken am Zentrum für Katholische Studien, University of St. Thomas (Minnesota).
Seit 2009 ist er Mitglied der katholischen Studentenverbindung KAV Capitolina Rom im CV.

## Schriften (Auswahl)
- Verfassungsrechtliche Aspekte der künstlichen Fortpflanzung. Insbesondere das Lebensrecht des in vitro gezeugten Embryos. Wien 1991, ISBN 3-7003-0898-1.
- mit Karl Weber: Sicherheitspolizei und Föderalismus. Eine Untersuchung über die Organisation der Sicherheitsverwaltung in Österreich. Wien 1995, ISBN 3-7003-1082-X.
- Das moralische Gesetz in Evangelium vitae. Frankfurt am Main 2000, ISBN 3-631-35445-2.
- La dignità dell’uomo come principio sociale. Il contributo della fede cristiana allo stato secolare. Rom 2013, ISBN 978-88-8333-308-8.